# Маріно I далле Карчері
Маріно I далле Карчері (італ. Marino I dalle Carceri; д/н — 1247) — триарх північного і південного Негропонте в 1216—1247 роках.

## Життєпис
Походив зі шляхетського веронського роду далле Карчері. Син Рондело, подести Верони. 1216 року після смерті стрийка Равано отримав південний Негропонте як посаг дружини Маргарити (доньки Пегораро ді Пегорарі). Втім вимушений був тут розділити владу з братом Ріццардо. Також мав права на північний Негропонте, де поділив владу з стрийнею Ізабеллою.
Активно боровся за об'єднання північного і південного Негропонте. 1220 року після смерті Річчардо і Ізабелли посилив тут владу. Втім на півночі вимушений був поділяти владу з Бертою, донькою Ізабели, а потім її сином Гвідо. Невдовзі на півдні призначив співтриарххом Каринтану, доньку Річчардо. Невдовзі її видав заміж за Вільгельма II, князя Ахейського.
Помер Маріно I 1247 року. Йому спадкував син Нарцотто.